# Lomanaltes eductalis
Lomanaltes eductalis är en fjärilsart som beskrevs av Walker 1859. Lomanaltes eductalis ingår i släktet Lomanaltes och familjen nattflyn. Inga underarter finns listade i Catalogue of Life.